# Giberto II Pio di Savoia (Sassuolo)
Giberto II Pio di Savoia (Sassuolo, 24 marzo 1508 – 27 ottobre 1554) fu signore di Sassuolo dal 1517 alla sua morte, avvenuta nel 1554.

## Biografia
Era figlio di Alessandro Pio di Savoia e di Angela Borgia, cugina della duchessa Lucrezia Borgia.
Succedette al padre nella signoria nel 1517, sotto la reggenza della nonna Eleonora Bentivoglio (fino al 1524). Nel 1538 fu al servizio della Repubblica di Venezia.
Morì nel 1554 e il 26 giugno 1555 gli successe nella signoria il cugino Ercole Pio di Savoia.

## Discendenza
Giberto sposò in prime nozze Anna Rangoni (morta nel 1528), in seconde nel 1529 Elisabetta d'Este, figlia naturale del cardinale Ippolito d'Este e in terze nozze, il 13 marzo 1547, Isabella Da Correggio (morta nel 1574; moglie in seconde nozze di Ottavio Gonzaga), la quale tentò invano di ottenere il riconoscimento dei diritti ereditari delle quattro figlie:
- Angiola;
- Anna;
- Lucrezia (1552 - 26 aprile 1580), sposò nel 1573 Giacomo Filippo II Collalto (13 luglio 1542 - 29 novembre 1621)[7],
- Eleonora (postuma, 1555 - post 1592), sposò nel 1574 Giovanni, pronipote di Ermes Bentivoglio di Bologna (morto nel 1633).[8]

Ebbe inoltre prole illegittima, fra cui:
- Alessandro, da Domenica ... di Parma;
- Giberto, da Chiara Marzolari di Sassuolo;
- Giulio, da Caterina Bellentani di Carpi;
- Costanzo;
- Fulvio

## Ascendenza
|                                                |                          |                                             | Genitori                                           |  |  | Nonni |  |  | Bisnonni                                    |  |  | Trisnonni                                     |  |
|                                                |                          |                                             |                                                    |  |  |       |  |  | Marco II Pio di Savoia, co-signore di Carpi |  |  | Giberto II Pio di Savoia, co-signore di Carpi |  |
|                                                |                          |                                             |                                                    |  |  |       |  |  | Marco II Pio di Savoia, co-signore di Carpi |  |  | Giberto II Pio di Savoia, co-signore di Carpi |  |
|                                                |                          | Alda da Polenta                             |                                                    |  |  |       |  |  | Marco II Pio di Savoia, co-signore di Carpi |  |  |                                               |  |
| Giberto III Pio di Savoia, signore di Sassuolo |                          |                                             |                                                    |  |  |       |  |  | Marco II Pio di Savoia, co-signore di Carpi |  |  |                                               |  |
|                                                |                          | Benedetta del Carretto                      | Galeotto I del Carretto, marchese di Finale e Noli |  |  |       |  |  |                                             |  |  |                                               |  |
|                                                |                          | Benedetta del Carretto                      | Galeotto I del Carretto, marchese di Finale e Noli |  |  |       |  |  |                                             |  |  |                                               |  |
|                                                |                          | Benedetta del Carretto                      | Vannina Adorno                                     |  |  |       |  |  |                                             |  |  |                                               |  |
| Alessandro Pio di Savoia, signore di Sassuolo  |                          | Benedetta del Carretto                      |                                                    |  |  |       |  |  |                                             |  |  |                                               |  |
|                                                |                          | Giovanni II Bentivoglio, signore di Bologna | Annibale I Bentivoglio, signore di Bologna         |  |  |       |  |  |                                             |  |  |                                               |  |
|                                                |                          | Giovanni II Bentivoglio, signore di Bologna | Annibale I Bentivoglio, signore di Bologna         |  |  |       |  |  |                                             |  |  |                                               |  |
|                                                |                          | Giovanni II Bentivoglio, signore di Bologna | Donnina Visconti                                   |  |  |       |  |  |                                             |  |  |                                               |  |
| Eleonora Bentivoglio                           |                          | Giovanni II Bentivoglio, signore di Bologna |                                                    |  |  |       |  |  |                                             |  |  |                                               |  |
|                                                |                          | Ginevra Sforza                              | Alessandro Sforza, signore di Pesaro               |  |  |       |  |  |                                             |  |  |                                               |  |
|                                                |                          | Ginevra Sforza                              | Alessandro Sforza, signore di Pesaro               |  |  |       |  |  |                                             |  |  |                                               |  |
|                                                |                          | Ginevra Sforza                              | 23 madre di 11                                     |  |  |       |  |  |                                             |  |  |                                               |  |
| Giberto II Pio di Savoia, signore di Sassuolo  |                          | Ginevra Sforza                              |                                                    |  |  |       |  |  |                                             |  |  |                                               |  |
|                                                | Otic de Borja y Montcada | Galceran de Borja y Escrivá                 |                                                    |  |  |       |  |  |                                             |  |  |                                               |  |
|                                                | Otic de Borja y Montcada | Galceran de Borja y Escrivá                 |                                                    |  |  |       |  |  |                                             |  |  |                                               |  |
|                                                | Otic de Borja y Montcada | Isabel de Montcada y Dieç                   |                                                    |  |  |       |  |  |                                             |  |  |                                               |  |
| Guilem-Ramón de Borja y Sanoguera              | Otic de Borja y Montcada |                                             |                                                    |  |  |       |  |  |                                             |  |  |                                               |  |
|                                                |                          | Violant Sanoguera                           | …                                                  |  |  |       |  |  |                                             |  |  |                                               |  |
|                                                |                          | Violant Sanoguera                           | …                                                  |  |  |       |  |  |                                             |  |  |                                               |  |
|                                                |                          | Violant Sanoguera                           | …                                                  |  |  |       |  |  |                                             |  |  |                                               |  |
| Ángela de Borja                                |                          | Violant Sanoguera                           |                                                    |  |  |       |  |  |                                             |  |  |                                               |  |
|                                                |                          | …                                           | …                                                  |  |  |       |  |  |                                             |  |  |                                               |  |
|                                                |                          | …                                           | …                                                  |  |  |       |  |  |                                             |  |  |                                               |  |
|                                                |                          | …                                           | …                                                  |  |  |       |  |  |                                             |  |  |                                               |  |
| Isabel de Montcada                             |                          | …                                           |                                                    |  |  |       |  |  |                                             |  |  |                                               |  |
|                                                |                          | …                                           | …                                                  |  |  |       |  |  |                                             |  |  |                                               |  |
|                                                |                          | …                                           | …                                                  |  |  |       |  |  |                                             |  |  |                                               |  |
|                                                |                          | …                                           | …                                                  |  |  |       |  |  |                                             |  |  |                                               |  |
|                                                |                          | …                                           |                                                    |  |  |       |  |  |                                             |  |  |                                               |  |